# 洛塔尔德
洛塔尔德，是匈牙利巴兰尼亚州所辖的一个村。总面积10.46平方公里，总人口251，人口密度24.0人/平方公里（2011年1月1日）。